# 埃尔普拉多
埃尔普拉多是巴拿马贝拉瓜斯省拉斯帕尔马斯区的一个城市，2010年是人口为1,074。 该市2000年时人口为4,971，1990年时人口为1,103。